# Кырув (Усть-Вымский район)
 Кырув — деревня в Усть-Вымском районе Республики Коми в составе сельского поселения  Гам. 

## География
Расположена на правобережье Вычегды на расстоянии примерно 18 км по прямой от районного центра села Айкино на юго-запад.  

## История
Деревня известна с 1719 года
.

## Население
Постоянное население  составляло 72 человека (коми 79%) в 2002 году, 55 в 2010 .